# Eric Steel
Eric Steel (* 1964) ist ein US-amerikanischer Filmregisseur, Drehbuchautor und Filmproduzent.

## Leben
Der 1964 geborene Eric Steel absolvierte 1985 die Yale University, wo er Kunstgeschichte studierte. Er besuchte auch die Phillips Exeter Academy. Steel war als Creative Executive für Walt Disney Pictures tätig, arbeitete für die Produktionsfirma Cinecom in New York und wurde 1995 Senior Vice President von Scott Rudin Productions, wo er neben der Akquise und Entwicklung vieler der bekanntesten Spielfilmprojekte des Unternehmens auch ausführender Produzent war.
Im April 2006 stellte er seinen Dokumentarfilm The Bridge vor, unter anderem beim Tribeca Film Festival. Sein Spielfilmdebüt als Regisseur und Drehbuchautor gab Steel mit dem Filmdrama Minjan, das im Februar 2020 im Rahmen der Berlinale seine Weltpremiere feiert.
Steel lebt in New York City.

## Filmografie (Auswahl)
- 2006: The Bridge (Dokumentarfilm)
- 2009: Julie & Julia (als Produzent)
- 2013: Kiss the Water (Dokumentarfilm)
- 2020: Minjan (Minyan, Regie und Drehbuch)

## Auszeichnungen
Chicago International Film Festival
- 2006: Nominierung als Bester Dokumentarfilm für den Gold Hugo (The Bridge)

Internationale Filmfestspiele Berlin
- 2020: Nominierung für den Publikumspreis in der Sektion Panorama (Minjan)

Outfest Los Angeles
- 2020: Auszeichnung mit dem Grand Jury Prize – Best U.S. Narrative Feature (Minjan)[4]

Tribeca Film Festival
- 2006: Nominierung als Bester Dokumentarfilm für den Jury Award (The Bridge)